# Абдон-Батіста
Абдо́н-Баті́ста (порт. Abdon Batista) — муніципалітет у Бразилії, входить до штату Санта-Катарина. Складова частина мезорегіону Серрано. Входить до економіко-статистичного мікрорегіону Курітібанус. Населення становить 2775 осіб (на 2006 рік). Займає площу 235,6 км². Щільність населення — 10,3 ос./км².

## Історія
Перші поселення в даній місцевості з'явилися в 1919 році. Муніципалітет утворений 26 квітня 1989 року.

## Статистика
- Валовий внутрішній продукт на 2003 становить 16.861.391,00 реалів (дані: Бразильський інститут географії та статистики).
- Валовий внутрішній продукт на душу населення на 2003 становить 6.517,74 реалів (дані: Бразильський інститут географії та статистики).
- Індекс розвитку людського потенціалу на 2000 становить 0,774 (дані: Програма розвитку ООН).

## Географія
Клімат місцевості — субтропічний.

## Економіка
Основний вид діяльності населення — сільськогосподарське виробництво.
| Бразилія | Це незавершена стаття з географії Бразилії. Ви можете допомогти проєкту, виправивши або дописавши її. |